# Snahovstvo
Snahovstvo (rusko снохачество, latinizirano: snohačestvo) je izraz za tradicionalno prakso v Ruskem cesarstvu in kasneje v Rusiji, ki se nanaša na spolne odnose med gospodarjem ruskega kmečkega gospodinjstva (dvor) in njegovo snaho v času mladoletnosti ali odsotnosti njegovega sina. Verjetno je ta praksa prvotno (pred pokristjanjevanjem) izhajala iz tipa zveze, v kateri je imela ena ženska dva moža, pri čemer je bil en od teh mož sin drugega. Snahovstvo se je dokončno izoblikovalo po pokristjanjevanju in se je kot tako še posebej razširilo v Rusiji v 18. in 19. stoletju. K temu je prispeval splet okoliščin - vpoklici mladih kmetov in delo mladih v mestih, medtem ko so puščali žene doma na vasi. Spolni odnosi med gospodarjem kmečke družine in njegovo snaho so bili v patriarhalni družini pravzaprav običajni vidik življenja. V.D. Nabokov je zapisal:»Zdi se, da nikjer, razen v Rusiji, ne obstaja vsaj ena vrsta incesta, ki je dobila značaj skoraj normalnega pojava v domu.« Čeprav je razsvetljenska družba to obliko incesta obsojala, je kmetje niso imeli za hujši prekršek.
Razlogi za sobivanje gospodarja, sina in snahe so bili različni; od zgodnjih porok, spolne privlačnosti tasta do snahe, do ekonomskih razlogov (sezonsko delo poročenega sina, med katerim je bila snaha nezaščitena in prisiljena v sobivanje s svojim tastom). Toda glavna vira tega pojava sta bila neomejena oblast gospodarja in slab položaj ženske v družini.
Da bi privabili dodatne delavce v gospodinjstvo, so se poroke na ruskem podeželju pogosto sklepale, ko je bil ženin star šest ali sedem let. V času moževe mladoletnosti je morala nevesta pogosto prenašati nagovarjanje svojega tasta. Na primer, sredi 19. stoletja so v Tambovski guberniji bili 12–13-letni fantje pogosto poročeni s 16–17-letnimi dekleti. Očetje fantov so se za takšne poroke dogovarjali, da bi izkoristili pomanjkanje izkušenj svojih sinov. Snahovstvo je povzročilo konflikte v družini in pritiskalo na taščo, ki je sinovo ženo obravnavla kot tekmico za naklonjenost svojega moža.
V veliki kmečki družini je bilo praviloma več družin različnih generacij, gospodar pa je imel veliko moč nad vsemi člani družine. Mnogi raziskovalci menijo, da je snahovstvo ljudski običaj, ki zgodovinsko izhaja iz gospodarjevega iskanja žene za svojega delavca, kasneje pa se je razvilo v iskanje žene za sina.
Po ruski zakonodaji je bilo snahovstvo kot oblika prešuštva kaznivo dejanje in izenačeno z incestom. Kaznovano je bilo z »izgonom« ali pa pošiljanjem v popravne ustanove. V evropskem delu Rusije je snahovstvo bilo obravnavano kot resen zločin. Ruski etnograf in leposlovec S. V. Maksimov je prišel do zaključka, da snahovstvo v svojem bistvu ni samo kaznivo dejanje, ki je kaznovano z izgonom v Sibirijo, temveč je nemoralen pojav, ki poraja nova nemoralna dejanja - nova prešuštva.  Snahovstvo je povzročalo resne težave: prepire, težko življenje žene v družini, ločitve, delitve premoženja, posilstva, incest, splave in celo umore.
Ruska pravoslavna cerkev je snahovstvo štela za incest, podeželska skupnost pa za nespodobno dejanje. Pravno je veljalo za obliko posilstva in je bilo kaznovano s petnajstimi do dvajsetimi udarci z bičem. Primeri snahovstva niso bili javno izpostavljeni, zato so zločini večinoma ostali neprijavljeni, zaradi česar je težko oceniti njegov pravi obseg v Rusiji.
Eden prvih ruskih pisateljev, ki je obsodil snahovstvo in ga opisal kot obliko spolnega poniževanja, je bil Aleksander Radiščev, ki je v njem videl posledico ruskega tlačanstva. V 19. stoletju sta ponovnemu razmahu snahovstva botrovala obvezno vpoklic v vojsko in sezonski odhodi mladeničev na delo izven vasi.
Snahovstvo je ostalo razmeroma razširjeno tudi po odpravi tlačanstva leta 186. Pravnik Vladimir Dmitrijevič Nabokov, se je zgražal nad dejstvom, da »kot kaže, nikjer, razen v Rusiji, oblika incesta ni dobila značaja skoraj vsakdanjega pojava, označenega z ustreznim strokovnim izrazom«. Narodniški pisatelj Gleb Uspenski je ob obžalovanju stiske mladih kmečkih žena sočustvoval s »čustvenimi in fizičnimi potrebami zrelega kmečkega človeka«.

## Snahovstvo v umetnosti
V Šostakovičevi operi Katarina Izmajlova iz leta 1934 so spolne konotacije v razmerju med Katarino in njenim tastom, ne pa tudi v zgodbi iz leta 1865, na kateri temelji.
Leta 1927 sta režiserka Olga Preobraženskaja in njen sorežiser Ivan Pravov izdala film, ki obsoja snahovstvo. Nemi film z naslovom Kmečke žene iz Rjazana govori o posilstvu in nosečnosti ženske, katere mož je med prvo svetovno vojno odsoten. Posiljevalec je njen tast in osramočena ženska se utopi, ko se njen mož vrne iz bitke.